# بخش جاجرود
بخش جاجرود یکی از بخش‌های شهرستان پردیس استان تهران ایران است.این بخش مطابق با مصوبه ۲۹ آذر ۹۱ هیئت وزیران در شهرستان پردیس تشکیل شد.

## تقسیمات کشوری
- بخش جاجرود
  - دهستان جاجرود
  - دهستان سعیدآباد

شهرها: سعیدآباد و خسروآباد

## جمعیت
بنابر سرشماری مرکز آمار ایران، جمعیت بخش جاجرود در سال ۱۳۹۵ برابر با ۹،۸۶۴ نفر بوده است.